# Склеренхим
1. Срж
2. Протоксилем
3. Ксилем I
4. Флоем I
5. Склеренхим (флоемско влакно)
6. Кортекс
7. Епидермис

Склеренхим је ткиво састављено из ћелија чији су зидови јако и равномерно задебљали, који су целулозни или чешће лигнификовани, то јест одрвенели. Склеренхими су у дефинитивном стању мртве ћелије и налазе се у старијим деловима биљке које су завршиле са растењем, не садрже протопласт и лумен ћелије је испуњен ваздухом. Склеренхим се дели на: склеренимске ћелије и склеренхимска влакна.
1. Ћелије паренхима имају танке примарне зидове и обично остају живе након што сазревају. Паренхим формира ткиво „пунила” у меким деловима биљака, и обично је присутан у кортексу, перициклу, сржи и медуларним зрацима у примарном стаблу и корену.
2. Ћелије коленхима имају танке примарне зидове са неким подручјима секундарног задебљања. Коленхим пружа додатну механичку и структурну подршку, посебно у регионима новог раста.
3. Ћелије склеренхима имају дебеле лигнифификоване секундарне зидове и често умиру када су зреле. Склеренхим пружа главну структурну подршку биљци.[2]

## Паренхим
Паренхим је свестрано приземно ткиво које генерално чини ткиво "пунила" у меким деловима биљака. Он формира, између осталог, кортекс (спољни део) и срж (централни део) стабљика, кортекс корена, мезофил листова, пулпу плодова и ендосперм семена. Ћелије паренхима су често живе ћелије и могу остати меристематске у зрелости - што значи да су способне за ћелијску деобу ако су стимулисане. Оне имају танке и флексибилне ћелијске зидове од целулозе и углавном су полиедарске када су збијене, али могу бити отприлике сферне када су изоловане од својих суседа. Ћелије паренхима су углавном велике. Имају велике централне вакуоле, које омогућавају ћелијама да складиште и регулишу јоне, отпадне производе и воду. Ткиво специјализовано за складиштење хране се обично формира од ћелија паренхима.
Ћелије паренхима имају различите функције:
- У листовима формирају два слоја ћелија мезофила непосредно испод епидерма листа, који су одговорни за фотосинтезу и размену гасова.[3] Ови слојеви се називају палисадни паренхим и сунђерасти мезофил. Ћелије палисадног паренхима могу бити коцкасте или издужене. Ћелије паренхима у мезофилу листова су специјализоване ћелије паренхима које се називају хлоренхимским ћелијама (ћелије паренхима са хлоропластима). Ћелије паренхима налазе се и у другим деловима биљке.
- Складиштење скроба, протеина, масти, уља и воде у корену, кртолама (нпр. кромпир), ендосперму семена (нпр. житарице) и котиледонима (нпр. махунарке и кикирики)
- Секреција (нпр. ћелије паренхима које облажу унутрашњост смолних канала)
- Санација рана и потенцијал за обнову меристематске активности
- Друге специјализоване функције као што је аерација (аеренхим) обезбеђују пловност и помажу воденим биљкама да плутају.
- Ћелије хлоренхима врше фотосинтезу и производе храну.

Облик ћелија паренхима варира у зависности од њихове функције. У сунђерастом мезофилу листа, ћелије паренхима се крећу од скоро сферичних и лабаво распоређених са великим међућелијским просторима, до разгранатих или звездастих, међусобно повезаних са својим суседима на крајевима својих кракова да формирају тродимензионалну мрежу, као код црвеног пасуља Phaseolus vulgaris и других мезофита. Ове ћелије, заједно са епидермалним заштитним ћелијама стоме, формирају систем ваздушних простора и комора који регулишу размену гасова. У неким радовима, ћелије епидерма листа се сматрају специјализованим паренхимским ћелијама, али модерна преференција дуго је била да се епидермис класификује као биљно дермално ткиво, а паренхим као приземно ткиво.
Облици паренхима:
- Полиедарски (налази се у палисадном ткиву листа)
- Сферан
- Звездаст (налази се у стабљикама биљака и има добро развијене ваздушне просторе између њих)
- Издужен (такође се налази у палисадном ткиву листа)
- Чанковит (налази се у сунђерастом и палисадном мезофилном ткиву неких биљака)

## Коленхим
Коленхимско ткиво је састављено од издужених ћелија са неправилно задебљаним зидовима. Оне пружају структурну подршку, посебно у расту изданака и листова. Коленхимско ткиво чини ствари као што су еластичне нити у стабљикама целера. Ћелије коленхима су обично живе и имају само дебео примарни ћелијски зид састављен од целулозе и пектина. На дебљину ћелијског зида снажно утиче механички стрес на биљку. Зидови коленхима код потресаних биљака (да би се опонашало дејство ветра итд) могу бити 40–100% дебљи од оних које нису протресене.
Постоје четири главна типа коленхима:
- Угаони коленхим (задебљан на међућелијским контактним тачкама)
- Тангенцијални коленхим (ћелије распоређене у уређене редове и задебљане на тангенцијалној страни ћелијског зида)
- Прстенаст коленхим (једнако задебљани ћелијски зидови)
- Лакунарни коленхим (коленхим са међућелијским просторима)

Ћелије коленхима се најчешће налазе у близини спољашњих растућих ткива као што је васкуларни камбијум и познате су по повећању структурне подршке и интегритета.
Прву употребу термина „коленхим“ дао је Линк (1837) који га је употребио да опише лепљиву супстанцу на полену Bletia (Orchidaceae). Жалећи се на Линкову прекомерну номенклатуру, Шлајден (1839) је подругљиво изјавио да је термин „коленхим” могао лакше да се користи за описивање издужених субепидермалних ћелија са неравномерно задебљаним ћелијским зидовима.

## Склеренхим
Склеренхим је ткиво које чини биљку тврдом и крутом. Склеренхим је потпорно ткиво у биљкама. Постоје две врсте ћелија склеренхима: ћелијска влакна и склереиди. Њихови ћелијски зидови се састоје од целулозе, хемицелулозе и лигнина. Ћелије склеренхима су главне потпорне ћелије у биљним ткивима које су престале да се издужују. Влакна склеренхима су од велике економске важности, јер представљају изворни материјал за многе тканине (нпр. лан, конопља, јута и рамија).
За разлику од коленхима, зрели склеренхим се састоји од мртвих ћелија са изузетно дебелим ћелијским зидовима (секундарним зидовима) који чине до 90% укупне запремине ћелије. Термин склеренхим потиче од грчког σκληρός (sklērós), што значи „тврд“. Тврди, дебели зидови чине ћелије склеренхима важним ојачавајућим и потпорним елементима у деловима биљака који су престали да се издужују. Разлика између склереида није увек јасна: прелази постоје, понекад чак и унутар исте биљке.

### Склеренхимске ћелије
Склереиди су обично изодијаметричног облика. Ћелијски зидови су јако задебљали, одрвенели и показују јасну слојевитост. У зидовима се налазе јамице, које имају изглед каналића услед велике дебљине ћелијског зида. У диференцираном стању ћелије склереида су мртве, а њихов лумен је сведен на уску пукотину и испуњен је ваздухом. Склеренхимске ћелије углавном граде компактна ткива, али се јављају и појединачно и тада представљају идиобласте. Постоје више врста склереида и то: брахисклереиди, макросклереиди, остеосклереиди и астросклереиди.
Брахисклереиди су изодијаметричне ћелије, груписане су у веће или мање групе и настају задебљавањем ћелијских зидова паренхимских ћелија. Налазе се у разним органима: у меснатом делу плода, у коштицама, семењачи. Могу да се нађу у кори јеле и бора, плодовима дуње и крушке (камене ћелије), коштици вишње и шљиве. Макросклереиди цилиндручног облика и усправно постављени према површини налазе се у семењачи пасуља. Остеосклереиди имају ћелије на крајевима проширене и због тога личе на бутну кост. Астрослереиди су звездастог облика, а налазе се у кори јеле и ариша, у листовима чаја и маслине.

### Склеренхимска влакна
Издужене, узане ћелије са ушиљеним крајевима. Ћелијски зидови су дебели, а ћелијски лумен је услед тога јако смањен. Обично имају косо постављене пукотинасте јамице. Склеренхимска влакна обухватају две врсте влакана и то: ликина и дрвена влакна. Склеренхимска влакна која се налазе у кори и ситастом делу прводног снопића (флоему) су јако дугачка, мембране су им дебеле, али слабо одрвенеле (конопља, коприва) или остају до краја целулозне (лан). Ове механичке ћелије називају је ликина влакна. Склеренхимска влакна која се налазе у дрвету и судовном делу проводног снопића (ксилему) су знатно краћа, а мембране су им увек одрвенеле. Ове ћелије се називају дрвена влакна или либриформ.